# Urbán Róbert
Urbán Róbert (Tököl, 1968. október 6. –) magyar pszichológus, egyetemi tanár, tanszékvezető az ELTE Pedagógiai és Pszichológiai Kar Személyiség és Egészségpszichológia Tanszékén. Az ELTE Doktori Iskola törzstagja.

## Életpályája
1995-ben szerzett pszichológus diplomát az Eötvös Loránd Tudományegyetemen, ugyanitt 1996 és 1999 közt a Pszichológiai Doktori Iskolában folytatta tanulmányait, 1999-ben védte meg „Az interakciós szinkronitás vizsgálata kétszemélyes helyzetekben” című PhD disszertációját summa cum laude minősítéssel. Első munkahelye a Szonda Ipsos-nál volt, itt kvalitatív kutatásvezetőként működött. 2000 óta az ELTE oktatója és kutatója. 2001 és 2004 közt az MTA Bolyai János Kutatási Ösztöndíjában részesült. 2013-ban habilitált. A felsőoktatási munkából nemcsak mint oktató veszi ki részét, hanem részt vállal a tárgyak tematikájának kidolgozásában és segédanyagok írásában is mind a graduális, mind a posztgraduális képzések területén.
Az alapfeladatok mellett a graduális képzésben 1999 és 2003 közt a pszichoneuroimmunológia (az angol nyelvű képzésben Psychoneuroimmunology) a Klinikai és egészségpszichológiai program keretében részt vállalt a tárgy újragondolásában, tematikájának összeállításában és a képzésben azóta is használt szöveggyűjteményt szerkesztette. 2001-ben az egészségpszichológia alapkérdései és társadalmi kontextusa (az angol nyelvű képzésben Health psychology and its social context) témakörben a klinikai és egészségpszichológiai program keretében az előadás és a kapcsolódó gyakorlat tematikájának kidolgozásában és a tárgy oktatásában vett részt magyar és angol nyelven. Ugyanebben az évben az egészségmagatartás és az egészségfejlesztés (az angol nyelvű képzésben Health behavior and health promotion) témakörben, a Klinikai és egészségpszichológiai program keretében előadások és a kapcsolódó gyakorlatok tematikájának kidolgozásában és a tárgy oktatásában vett rész; a klinikai és egészségpszichológiai kutatások módszertana témakörben a Klinikai és egészségpszichológiai program keretében az előadás és a kapcsolódó gyakorlat tematikájának kidolgozásban és a tárgy oktatásában vállalt szerepet magyar és angol nyelven. 2001 és 2004 közt a klinikai egészségpszichológia tudományág területén a Klinikai és egészségpszichológiai program keretében az előadás és a kapcsolódó gyakorlat tematikájának kidolgozását segítette elő és a tárgyat oktatta magyar és angol nyelven. 2004 és 2008 közt a drogprevenció, egészségmegőrzés, egészségfejlesztés az iskolában témakörben A Drogprevenció program keretében a tantárgy kidolgozásában, oktatásában vett részt, s társszerkesztője volt az alkalmazott szöveggyűjteménynek. 2006 és 2008 közt az Egészségfejlesztésről pedagógusoknak névvel ellátott önálló közismereti tantárgy kidolgozásából vette ki részét. 2010-ben A bizonyítékon alapuló medicina és a magatartásorvoslás alapjai címen önálló tantárgy kidolgozásában és oktatásában vállalt részt magyar és angol nyelven. 2013-ban Bevezetés az egészség-pszichológiába című 45 órás nyári egyetemi tanfolyam résztvevője (Kyungpook National University, Visiting Scholar Program).
A posztgraduális képzések területén doktoranduszoknak tartott előadásokat, szemináriumokat, valamint szélesebb közönségnek konferencia-előadásokat. 2003-ban A fizikai egészség a pszichológiai alkalmazkodás és önszabályozás kontextusában témakörben, 2005-ben A fizikai egészség a pszichológiai alkalmazkodás és önszabályozás kontextusában címen, s ugyanekkor egészségpszichológiai olvasószemináriumokat is tartott. 2006-ban újra A fizikai egészség a pszichológiai alkalmazkodás és önszabályozás kontextusában témakört adta elő és még az Egészségpszichológiai kutatások módszertani kihívásait vázolta fel. 2007-ben Az egészségpszichológiai kutatások módszertani kérdéseit (II.) adta elő. 2008-ban több szemináriumi témát és előadást tartott:
- Regressziós módszerek alkalmazása az egészségpszichológiában;
- A fizikai egészség a pszichológiai alkalmazkodás és az önszabályozás kontextusában;
- Tudományos művek megjelenítési formái és kritikai elemzése I;
- Tudományos művek megjelenítési formái és kritikai elemzése II.
- Egészségpszichológiai propedeutika (előadás).

2009-ben Structural Equation Modeling: Bevezetés az AMOS 17.0 használatába téma előadója. 2010-ben újból több témát adott elő és szemináriumokat vezetett:
- A fizikai egészség, pszichológiai alkalmazkodás, önszabályozás;
- Tudományos művek megjelenítési formái és kritikai elemzése I. (Tanulmányírás; a kutatási eredmények bemutatásának módszerei; tanulmányok kritikai elemzése; lektori vélemény -és recenzió-írás);
- Tanulmányírás módszertana APA stílusban;
- Konzultáció haladóknak a Structural equation modeling használatával kapcsolatban.
- Bevezetés a structural equation modeling gyakorlatába;
- Structural equation modeling haladóknak.

2011-ben is többféle előadást és szemináriumot tartott:
- A fizikai egészség, pszichológiai alkalmazkodás, önszabályozás;
- Tudományos művek megjelenítési formái és kritikai elemzése I. (Tanulmányírás; a kutatási eredmények bemutatásának módszerei; tanulmányok kritikai elemzése; lektori vélemény -és recenzió-írás);
- Bevezetés a structural equation modeling (AMOS és MPLUS) alkalmazásába.

2012-ben is több témával szerepelt:
- Tudományos művek megjelenítési formái és kritikai elemzése I. (Tanulmányírás; a kutatási eredmények bemutatásának módszerei; tanulmányok kritikai elemzése; lektori vélemény -és recenzió-írás);
- Tudományos művek megjelenítési formái és kritikai elemzése II. (konferencia-előadás; egyetemi tanórák; népszerűsítő előadás);
- A klinikai és egészségpszichológiai kutatások módszertani lépései;
- A fizikai egészség a pszichológiai alkalmazkodás és önszabályozás kontextusában;
- Tudományos közlemények elkészítése és kritikai elemzése;
- Bevezetés a Strukturális Egyenlet Modellképzésbe (Structural Equation Modeling).

A kutatásban elért eredményeit jelzi tudományos publikációinak magas száma (1994 és 2014 közt 182 tétel), összes tudományos közleményeinek impakt faktora 75.323. Öt PhD hallgatója közül egy hallgató 2012-ben elérte a PhD fokozatot, várhatóan három hallgatója 2015-ben éri el, két hallgatója pedig abszolutóriumot szerzett.

## Kutatási területei
Egészségmagatartás, egészségpszichológia, a dohányzás multidiszciplináris elemzése, longitudinális kutatások.

## Tudományos publikációi (válogatás)

### Kötetei, szerkesztései magyar nyelven
- Magántanár pszichológiából : felvételihez és vizsgákhoz / Urbán Róbert, Dúll Andrea. Budapest : Dokusoft, 1997. 210 p.
- A dohányzás egészségpszichológiája / Urbán Róbert, Kugler Gyöngyi. Budapest : Országos Addiktológiai Intézet, 2005. 231 p.
- „Végleg leteszem a cigarettát” : a dohányzásról való leszokás munkahelyi tréningjének csoportfoglalkozásaihoz készített munkafüzet / Urbán Róbert. Budapest : Országos Egészségfejlesztési Intézet, 2007. 63 p. ill.
- Leteszem a cigit : túlélőcsomag / Urbán Róbert, Gábor Edina. Budapest : Országos Egészségfejlesztési Intézet, 2008. 128, [4] p. ill.
- Az egészségpszichológia elmélete és alkalmazása / szerk. Urbán Róbert. (Klinikai és egészségpszichológiai szakkönyvtár, szerk. Demetrovics Zsolt). Budapest : ELTE Eötvös Kiadó, 2012.

### Elfogadott, megjelent és megjelenés alatt álló folyóiratcikkek
2015
| 1.  | Ábrahám Csilla , Urbán Róbert , Demetrovics Zsolt A kóros evési és testi attitűdök összefüggése a különböző koffeintartalmú italok fogyasztásával PSYCHIATRIA HUNGARICA 30:(1) p. 78. (2015) 5. Magyar Evészavar Kongresszus. Debrecen, Magyarország: 2014.09.19 -2014.09.20. (ABSTRACT)                                                                                   |
| 2.  | Babusa B , Czeglédi E , Túry F , Mayville S B , Urbán R Differentiating the levels of risk for muscle dysmorphia among Hungarian male weightlifters: A factor mixture modeling approach BODY IMAGE 12: pp. 14–21. (2015) |
| 3.  | Csermely G , Urban R , Czeizel AE , Veszpremi B Sex ratio of congenital abnormalities in the function of maternal age- A population-based study. CONGENITAL ANOMALIES 55:(2) pp. 85–91. (2015) |
| 4.  | Éva Pósfai , Ferenc Bánhidy , Róbert Urbán , Andrew E Czeizel Birth Outcomes of Children Born to Women with Rheumatoid Arthritis CENTRAL EUROPEAN JOURNAL OF PUBLIC HEALTH 23:(2) pp. 104–110. (2015) |
| 5.  | Griffiths M D , Urbán R , Demetrovics Zs , Lichtenstein M B , de la Vega R , Kun B , Ruiz-Barquín R , Youngman J , Szabo A A cross-cultural re-evaluation of the Exercise Addiction Inventory (EAI) in five countries SPORTS MEDICINE OPEN 1:(1) Paper Article 5. 7 p. (2015)                                                                                              |
| 6.  | Kapitány-Fövény M , Mervó B , Kertész M , Corazza O , Farkas J , Kökönyei G , Urbán R , Demetrovics Z Is there any difference in patterns of use and psychiatric symptom status between injectors and non-injectors of mephedrone? HUMAN PSYCHOPHARMACOLOGY: CLINICAL AND EXPERIMENTAL 30:(4) pp. 233–243. (2015)                                                          |
| 7.  | Kapitány-Fövény M , Mervó B , Corazza O , Kökönyei G , Farkas J , Urbán R , Zacher G , Demetrovics Z Enhancing sexual desire and experience: An investigation of the sexual correlates of gamma-hydroxybutyrate (GHB) use HUMAN PSYCHOPHARMACOLOGY: CLINICAL AND EXPERIMENTAL 30:(4) pp. 276–284. (2015)                                                                   |
| 8.  | Király Orsolya , Urbán Róbert , Griffiths Mark D , Ágoston Csilla , Nagygyörgy Katalin , Kökönyei Gyöngyi , Demetrovics Zsolt The Mediating Effect of Gaming Motivation Between Psychiatric Symptoms and Problematic Online Gaming: An Online Survey JOURNAL OF MEDICAL INTERNET RESEARCH 17:(4) Paper e88. (2015)                                                         |
| 9.  | Kiraly Orsolya , Griffiths Mark D , Urban Robert , Elekes Zsuzsanna , Domokos Tamas , Demetrovics Zsolt Comparing problematic Internet use and problematic online gaming in a nationwide sample of adolescents JOURNAL OF BEHAVIORAL ADDICTIONS 4:(1) pp. 23–24. (2015) |
| 10. | Kökönyei G , Józan A , Morgan A , Szemenyei E , Urbán R , Reinhardt M , Demetrovics Z Perseverative thoughts and subjective health complaints in adolescence: Mediating effects of perceived stress and negative affects PSYCHOLOGY AND HEALTH 30:(8) pp. 969–986. (2015)                                                                                                  |
| 11. | Maraz A , Eisinger A , Hende B , Urban R , Paksi B , Kun B , Kokonyei G , Griffiths MD , Demetrovics Z Measuring compulsive buying behaviour: Psychometric validity of three different scales and prevalence in the general population and in shopping centres. PSYCHIATRY RESEARCH 225:(3) pp. 326–334. (2015)                                                            |
| 12. | Maraz A , Király O , Urbán R , Griffiths M D , Demetrovics Z Why do you dance? Development of the Dance Motivation Inventory (DMI) PLOS ONE 10:(3) Paper e0122866. 11 p. (2015) |
| 13. | Maraz A , Urbán R , Griffiths M D , Demetrovics Z An empirical investigation of dance addiction PLOS ONE 10:(5) Paper e0125988. 5 p. (2015) |
| 14. | Maraz A , Urban R , Demetrovics Z The psychological factors behind dance addiction JOURNAL OF BEHAVIORAL ADDICTIONS 4:(Suppl 1) p. 28. (2015) (ABSTRACT) Budapest, Magyarország: |
| 15. | S Mavrogenis , R Urban , A E Czeizel Charachteritics of boys with the so-called true undescended testis diagnosed at third postnatal month – a population-based case-control study JOURNAL OF MATERNAL-FETAL & NEONATAL MEDICINE 28:(10) pp. 1152–1157. (2015) |
| 16. | Mavrogenis S , Urban R , Czeizel AE Pregnancy complications in the mothers who delivered boys with isolated hypospadias – a population-based case-control study. JOURNAL OF MATERNAL-FETAL & NEONATAL MEDICINE 28:(4) pp. 489–493. (2015) |
| 17. | Stevanovic D , Urbán R , Atilola O , Vostanis P , Singh BalharaY P , AvicennaM , KandemirH , KnezR , FranicT , PetrovP Does the Strengths and Difficulties Questionnaire – self report yield invariant measurements across different nations? Data from the International Child Mental Health Study Group EPIDEMIOLOGY AND PSYCHIATRIC SCIENCES 24:(4) pp. 323–334. (2015) |

2014
| 18. | Berczik K , Griffiths M D , Szabó A , Kurimay T , Kökönyei Gy , Urbán R , Demetrovics Z Exercise addiction – The emergence of a new disorder AUSTRALASIAN EPIDEMIOLOGIST 21:(2) pp. 36–40. (2014) |
| 19. | Csáky-Szunyogh M , Vereczkey A , Urban R , Czeizel AE Risk and protective factors in the origin of atrial septal defect secundum – national population-based case-control study CENTRAL EUROPEAN JOURNAL OF PUBLIC HEALTH 22:(1) pp. 42–47. (2014)                                                                                               |
| 20. | Gyepesi A , Urban R , Farkas J , Kraus L , Piontek D , Paksi B , Horvath G , Magi A , Eisinger A , Pilling J , Kokonyei G , Kun B , Demetrovics Z Psychometric Properties of the Cannabis Abuse Screening Test in Hungarian Samples of Adolescents and Young Adults. EUROPEAN ADDICTION RESEARCH 20:(3) pp. 119–128. (2014)                      |
| 21. | Gyollai A , Griffiths MD , Barta C , Vereczkei A , Urban R , Kun B , Kokonyei G , Szekely A , Sasvari-Szekely M , Blum K , Demetrovics Z The Genetics of Problem and Pathological Gambling: A Systematic Review CURRENT PHARMACEUTICAL DESIGN 20:(25) pp. 3993–3999. (2014)                                                                      |
| 22. | Kiraly O , Griffiths MD , Urban R , Farkas J , Kokonyei G , Elekes Z , Tamas D , Demetrovics Z Problematic Internet Use and Problematic Online Gaming Are Not the Same: Findings from a Large Nationally Representative Adolescent Sample. CYBERPSYCHOLOGY BEHAVIOR AND SOCIAL NETWORKING 17:(12) pp. 749–754. (2014)                            |
| 23. | Kokonyei G , Urban R , Reinhardt M , Jozan A , Demetrovics Z The Difficulties in Emotion Regulation Scale: Factor Structure in Chronic Pain Patients. JOURNAL OF CLINICAL PSYCHOLOGY 70:(6) pp. 589–600. (2014) |
| 24. | Mavrogenis S , Urban R , Czeizel AE , Acs N Possible association of maternal factors with the higher risk of isolated true undescended testis – a population-based case-control study. CONGENITAL ANOMALIES 54:(3) pp. 178–183. (2014) |
| 25. | Mavrogenis S , Urban R , Czeizel AE , Acs N Maternal risk factors in the origin of isolated hypospadias: A population- based case- control study CONGENITAL ANOMALIES 54:(2) pp. 110–115. (2014) |
| 26. | Mavrogenis S , Urban R , Czeizel AE , Acs N Possible preventive effect of high doses of folic acid for isolated hypospadias: A national population-based case-control study. AMERICAN JOURNAL OF MEDICAL GENETICS PART A 164:(12) pp. 3108–3114. (2014)                                                                                          |
| 27. | Mészáros V , Adam Sz , Szabó M , Szigeti R , Urban R The Bifactor Model of the Maslach Burnout Inventory – Human Services Survey (MBI-HSS): An Alternative Measurement Model of Burnout STRESS AND HEALTH 30:(1) pp. 82–88. (2014) |
| 28. | Szepes Mária , Czeglédi Edit , Urbán Róbert , Horváth Klára , Balog Piroska A Szülõi Konfliktusok Észlelését Mérõ Skála hazai alkalmazásával szerzett tapasztalatok [Psychometric evaluation of the Hungarian version of the Children's Perception of Interparental Conflict Scale] MENTÁLHIGIÉNÉ ÉS PSZICHOSZOMATIKA 15:(2) pp. 139–170. (2014) |
| 29. | Urban R , Szigeti R , Kokonyei G , Demetrovics Z Global self-esteem and method effects: Competing factor structures, longitudinal invariance, and response styles in adolescents. BEHAVIOR RESEARCH METHODS 46:(2) pp. 488–498. (2014) |
| 30. | Urban R , Kun B , Farkas J , Paksi B , Kokonyei G , Unoka Z , Felvinczi K , Olah A , Demetrovics Z Bifactor structural model of symptom checklists: SCL-90-R and Brief Symptom Inventory (BSI) in a non-clinical community sample. PSYCHIATRY RESEARCH 216:(1) pp. 146–154. (2014)                                                               |

2013
| 31. | Attila Vereczkey , Zsolt Kósa , Melinda Csáky-Szunyogh , Róbert Urban , Andrew E Czeizel Birth outcomes of cases with right sided obstructive defects of heart – a population-based case-control study INTERNATIONAL JOURNAL OF HEALTH 1:(1) pp. 8–16. (2013) |
| 32. | Csaky-Szunyogh M , Vereczkey A , Kosa Z , Urban R , Czeizel AE Association of maternal diseases during pregnancy with the risk of single ventricular septal defects in the offspring – a population-based case-control study. JOURNAL OF MATERNAL-FETAL & NEONATAL MEDICINE 26:(8) pp. 738–747. (2013) |
| 33. | Czeglédi Edit , Urbán Róbert Az elhízással kapcsolatos életminőség mérése: az elhízáshoz való alkalmazkodás kérdőív rövidített változatának (Obesity Adjustment Survey — Short Form) hazai adaptációja PSZICHOLÓGIA (MTA PSZICHOLÓGIAI INTÉZET) 33:(2) pp. 139–158. (2013) |
| 34. | Czeglédi Edit , Csizmadia Péter , Urbán Róbert Az Elhízással Kapcsolatos Hiedelmek Skála (Obesity Beliefs Scale) hazai alkalmazásával szerzett tapasztalatok MAGYAR PSZICHOLÓGIAI SZEMLE 68:(3) pp. 475–497. (2013) |
| 35. | Gyepesi Á , Gyollai Á , Urbán R , Domokos T , Elekes Z , Demetrovics Z Psychometric properties of the DSM-IV-MR-J questionnaire, and prevalence estimates of problem gambling behavior in a national sample of adolescents in Hungary JOURNAL OF BEHAVIORAL ADDICTIONS 2:(suppl) p. 43. (2013) 1st International Conference on Behavioral Addictions. Budapest, Magyarország: 2013.03.11 -2013.03.13. (ABSTRACT) |
| 36. | Gyollai Á , Urbán R , Farkas J , Kun B , Kökönyei Gy , Eisinger A , Magi A , Demetrovics Zs A Szerencsejáték Probléma Súlyossága Kérdőív magyar változatának (PGSI-HU) bemutatása PSYCHIATRIA HUNGARICA 28:(3) pp. 274–284. (2013) |
| 37. | Kapitány-Fövény M , Kertész M , Winstock A , Deluca P , Corazza O , Farkas J , Zacher G , Urbán R , Demetrovics Z Substitutional potential of mephedrone: An analysis of the subjective effects HUMAN PSYCHOPHARMACOLOGY: CLINICAL AND EXPERIMENTAL 28:(4) pp. 308–316. (2013) |
| 38. | Kóbor, A , Takács Á , Urbán, R. The Bifactor Model of the Strengths and Difficulties Questionnaire EUROPEAN JOURNAL OF PSYCHOLOGICAL ASSESSMENT 29:(4) pp. 299–307. (2013) |
| 39. | Konkolÿ Thege Barna , Urbán Róbert , Kopp Mária Four-year prospective evaluation of the relationship between meaning in life and smoking status SUBSTANCE ABUSE TREATMENT PREVENTION AND POLICY 8: Paper 8. (2013) |
| 40. | Koronczai B , Kokonyei G , Urban R , Kun B , Papay O , Nagygyorgy K , Griffiths MD , Demetrovics Z The mediating effect of self-esteem, depression and anxiety between satisfaction with body appearance and problematic internet use. AMERICAN JOURNAL OF DRUG AND ALCOHOL ABUSE 39:(4) pp. 259–265. (2013) |
| 41. | Koronczai B , Urbán R , Kökönyei G , Pápay O , Paksi B , Kun B , Farkas J , Domokos T , Elekes Z , Griffiths M D , Demetrovics Z The Problematic Internet Use Questionnaire (PIUQ): Validation on different samples JOURNAL OF BEHAVIORAL ADDICTIONS 2:(suppl) p. 19. (2013) (ABSTRACT) |
| 42. | Kökönyei G , Farkas J , Urbán R , Magi A , Eisinger A , Demetrovics Z Relationship between regulation of positive emotion and problematic Internet use among adolescents JOURNAL OF BEHAVIORAL ADDICTIONS 2:(suppl) p. 44. (2013) 1st International Conference on Behavioral Addictions. Budapest, Magyarország: 2013.03.11 -2013.03.12. (ABSTRACT)                                                              |
| 43. | Kökönyei Gy , Szemenyei E , Farkas J , Urbán R , Magi A , Eisinger A , Demetrovics Zs Pozitív érzelmi szabályozás és problematikus internethasználat kapcsolatát közvetítő tényezők vizsgálata középiskolások körében ADDIKTOLÓGIA: ADDICTOLOGIA HUNGARICA 12: p. 28. (2013) Magyar Addiktológiai Társaság IX. Országos Kongresszus. Siófok, Magyarország: 2013.11.21 -2013.11.23. (ABSTRACT)                    |
| 44. | Maráz A , Eisinger A , Urbán R , Kun B , Paksi B , Demetrovics Z Compulsive buying behaviour in Hungarian shopping malls JOURNAL OF BEHAVIORAL ADDICTIONS 2:(Suppl. 1) p. 46. (2013) 1st International Conference on Behavioral Addictions. Budapest, Magyarország: 2013.03.11 -2013.03.12. (ABSTRACT) |
| 45. | Nagygyorgy K , Papay O , Urban R , Farkas J , Kun B , Griffiths M , Demetrovics Z Problémás onlinejáték-használat. Szakirodalmi áttekintés [Problematic online gaming. A review of the literature] PSYCHIATRIA HUNGARICA 28:(2) pp. 122–144. (2013) |
| 46. | Nagygyörgy K , Urbán R , Farkas J , Griffiths M , Zilahy D , Kökönyei G , Mervó B , Reindl A , Ágoston C , Kertész A , Harmath E , Oláh A , Demetrovics Z Typology and sociodemographic characteristics of Massively Multiplayer Online Game players INTERNATIONAL JOURNAL OF HUMAN-COMPUTER INTERACTION 29:(3) pp. 192–200. (2013)                                                                              |
| 47. | Pápay O , Urbán R , Griffiths M , Nagygyörgy K , Farkas J , Kökönyei Gy , Felvinczi K , Oláh A , Elekes Z , Demetrovics Z Psychometric properties of the Problematic Online Gaming Questionnaire Short-Form (POGQ-SF) and prevalence of problematic online gaming in a national sample of adolescents CYBERPSYCHOLOGY BEHAVIOR AND SOCIAL NETWORKING 16:(5) pp. 340–348. (2013)                                  |
| 48. | Pápay O , Urbán R , Nagygyörgy K , Griffiths M D , Ágoston C , Farkas J , Elekes Z , Domokos T , Kun B , Felvinczi K , Kökönyei G , Demetrovics Z The development and application of the Problematic Online Gaming Questionnaire (POGQ) and its short form (POGQ-SF) JOURNAL OF BEHAVIORAL ADDICTIONS 2:(suppl) p. 27. (2013) (ABSTRACT)                                                                         |
| 49. | Papp Ildikó , Urbán Róbert , Czeglédi Edit , Babusa Bernadett , Túry Ferenc Testing the Tripartite Influence Model of body image and eating disturbance among Hungarian adolescents BODY IMAGE 10:(2) pp. 232–242. (2013) |
| 50. | Pénzes Melinda , Urbán Robert , Kristie L Foley , Balázs Péter Perception of electronic cigarette as a smoking cessation tool among university students JOURNAL OF SMOKING CESSATION 8:(supplement 1) p. 30. 1 p. (2013) Australian smoking cessation conference. Sydney, Ausztrália: 2013.11.06 -2013.11.08. (ABSTRACT)                                                                                         |
| 51. | Pénzes Melinda , Urbán Róbert , Balázs Péter Az elektromos cigaretta kipróbálásának motivációi egyetemisták körében. EGÉSZSÉGTUDOMÁNY 57:(4) p. 71. (2013) Népegészségügyi Tudományos Társaság XXI. Kongresszusa. Magyarország: 2013.10.02 -2013.10.04. (ABSTRACT) |
| 52. | Surányi Zsuzsanna , David B Hitchcock , James B Hittner , Vargha András , Urbán Róbert Different types of sensation seeking: A new person-oriented approach in sensation seeking research INTERNATIONAL JOURNAL OF BEHAVIORAL DEVELOPMENT 37:(3) pp. 274–285. (2013) |
| 53. | Vereczkey A , Kosa Z , Csaky-Szunyogh M , Urban R , Czeizel AE Birth outcomes of cases with isolated atrial septal defect type II – a population-based case-control study. ACTA OBSTETRICIA ET GYNECOLOGICA SCANDINAVICA 92:(7) pp. 824–829. (2013) |

2012
| 54. | Babusa B , Urban R , Czegledi E , Tury F Psychometric properties and construct validity of the Muscle Appearance Satisfaction Scale among Hungarian men. BODY IMAGE 9:(1) pp. 155–162. (2012) |
| 55. | Babusa B. , Urbán R. , Czeglédi E. , Túry F. Adaptation of the Muscle Appearance Satisfaction Scale in Hungary. INTERNATIONAL JOURNAL OF BEHAVIORAL MEDICINE 19:(Suppl.) p. S184. (2012) (ABSTRACT) |
| 56. | Berczik K , Szabo A , Griffiths MD , Kurimay T , Kun B , Urban R , Demetrovics Z Exercise addiction: symptoms, diagnosis, epidemiology, and etiology. SUBSTANCE USE & MISUSE 47:(4) pp. 403–417. (2012) |
| 57. | Czeglédi E , Urbán R A depresszió kockázati tényezői és időbeli alakulása egy kórházi súlycsökkentő program résztvevőinek körében [Risk factors and alteration of depression among participants of an inpatient weight loss program] PSYCHIATRIA HUNGARICA 27:(5) pp. 361–378. (2012) |
| 58. | Demetrovics Zs , Urbán R. , Nagygyörgy K. , Farkas J. , Griffiths M.D. , Pápay O. , Kökönyei Gy. , Felvinczi K. , Oláh A. The development of the Problematic Online Gaming Questionnaire (POGQ) PLOS ONE 7:(5) p. e36417. (2012) |
| 59. | Farkas J , Nemeth Z , Urban R , Kokonyei G , Felvinczi K , Kuntsche E , Demetrovics Z Az alkoholfogyasztás és nagyivás (binge drinking) epidemiológiai, etiológiai és motivációs jellemzői: áttekintő tanulmány The epidemiological, etiological and motivational aspects of alcohol use and binge drinking: literature review PSYCHIATRIA HUNGARICA 27:(5) pp. 335–349. (2012)               |
| 60. | Gyollai Á , Urbán R , Demetrovics Zs Fordult a kocka: Genetikai tényezők a patológiás szerencsejáték hátterében NEUROPSYCHOPHARMACOLOGIA HUNGARICA 14. évf.:(Suppl 1) p. 22. (2012) XV. Magyar Neuropszichofarmakológiai Kongresszus. Tihany, Magyarország: 2012.10.04 -2012.10.06. (ABSTRACT)                                                                                                |
| 61. | Kóbor, A. , Takács, Á. , Urbán, R. , Csépe, V. The latent classes of subclinical ADHD symptoms: convergences of multiple informant reports RESEARCH IN DEVELOPMENTAL DISABILITIES 33:(5) pp. 1677–1689. (2012) |
| 62. | Kun B , Urban R , Paksi B , Csobor LV , Olah A , Demetrovics Z Psychometric characteristics of the Emotional Quotient Inventory, Youth Version, Short Form, in Hungarian high school students. PSYCHOLOGICAL ASSESSMENT 24:(2) pp. 518–523. (2012) |
| 63. | Mónok Kata , Berczik Krisztina , Urbán Róbert , Szabó Attila , Griffiths Mark D , Farkas Judit , Magi Anna , Eisinger Andrea , Kurimay Tamás , Kökönyei Gyöngyi , Kun Bernadette , Paksi Borbála , Demetrovics Zsolt Psychometric properties and concurrent validity of two exercise addiction measures:: A population wide study PSYCHOLOGY OF SPORT AND EXERCISE 13:(6) pp. 739–746. (2012) |
| 64. | Nemeth Z , Kuntsche M , Urbán R , Farkas J , Demetrovics Z Why do festival goers drink?: Assessment of drinking motives using the DMQ-R SF in a recreational setting SUCHT: ZEITSCHRIFT FŰR WISSENSCHAFT UND PRAXIS 58:(1) p. 45. (2012) |
| 65. | Németh Zs , Urbán R , Farkas J , Kuntsche E , Demetrovics Z Az Alkoholfogyasztás Motivációi Módosított Kérdőív hosszú és rövid változatának hazai alkalmazása [Hungarian adaptation of the long and the short form of the drinking motives questionnaire (DMQ-R)] MAGYAR PSZICHOLÓGIAI SZEMLE 67:(4) pp. 673–694. (2012)                                                                      |
| 66. | Tombor Ildikó , Urbán Róbert A várandós nők dohányzásról való leszokását támogató tanácsadás alapelvei II. rész VÉDŐNŐ 22:(2) pp. 35–38. (2012) |
| 67. | Tombor Ildikó , Urbán Róbert A várandós nők dohányzásról való leszokását támogató tanácsadás alapelvei I. rész VÉDŐNŐ 22:(1) pp. 30–35. (2012) |
| 68. | Vereczkey A , Kósa Zs , Csáky-Szunyogh M , Urbán R , Czeizel AE Ventricular septal defects in function of maternal sociodemographic aspects CENTRAL EUROPEAN JOURNAL OF MEDICINE 7:(4) pp. 511–522. (2012) |

| 69. | Vereczkey A , Kosa Z , Csaky-Szunyogh M , Urban R , Czeizel AE Birth outcomes of cases with left-sided obstructive defects of the heartin the function of maternal socio-demographic factors: a population-based case-control study. JOURNAL OF MATERNAL-FETAL & NEONATAL MEDICINE 25:(12) pp. 2536–2541. (2012) |

2011
| 70. | Czeglédi E , Bartha E , Urbán R Az evési magatartás összefüggéseinek vizsgálata főiskolai hallgatónőknél [Correlates of eating behavior among female college students] MAGYAR PSZICHOLÓGIAI SZEMLE 66:(2) pp. 299–320. (2011) |
| 71. | Czegledi E , Csizmadia P , Urban R A testtel való elégedetlenség mérése és rizikótényezői: A testforma kérdőív: rövidített formájának (Body shape questionnaire dhort from 14) hazai adaptációja: [Body dissatisfaction and its risk factors: Hungarian adaptation of Body Shape Questionnaire Short Form 14] PSYCHIATRIA HUNGARICA 26:(4) pp. 241–249. (2011) |
| 72. | Demetrovics Z , Urban R , Nagygyorgy K , Farkas J , Zilahy D , Mervo B , Reindl A , Agoston C , Kertesz A , Harmath E Why do you play? The development of the motives for online gaming questionnaire (MOGQ). BEHAVIOR RESEARCH METHODS 43:(3) pp. 814–825. (2011) |
| 73. | Demetrovics Zs , Mónok K , Berczik K , Urbán R , Szabó A , Griffiths M D , Farkas J , Magi A. , Eisinger A , Kurimay T , Kökönyei Gy , Kun B , Paksi B A testedzésfüggőség mérése és elterjedtsége Magyarországon: egy normál populációs kutatás eredményei PSYCHIATRIA HUNGARICA 26:(Suppl) p. 32. (2011) Magyar Pszichiátriai Társaság XVII. Vándorgyűlés: „Test, Lélek, Család, Közösség. A fejlődő pszichiátria határai”. Konferencia helye, ideje: Debrecen, Magyarország, 2012.01.25-2012.01.28. 2012. p. 32.. Debrecen, Magyarország: 2011.01.25 -2011.01.28. (ABSTRACT) |
| 74. | Gyepesi Á , Urbán R , Farkas J , Paksi B , Kraus L , Piontek D , Horváth G , Magi A , Eisinger A , Demetrovics Z A Cannabis Abuse Screening Test (CAST) pszichometriai tulajdonságai és validitása serdülő és fiatal felnőtt mintán PSYCHIATRIA HUNGARICA 26: p. 53. (2011) Magyar Pszichiátriai Társaság XVII. Vándorgyűlés: „Test, Lélek, Család, Közösség. A fejlődő pszichiátria határai”. Debrecen, Magyarország: 2012.01.25 -2012.01.28. (ABSTRACT) |
| 75. | Gyollai A , Urban R , Kun B , Paksi B , Arnold P , Balazs H , Kokonyei G , Olah A , Demetrovics Z Problémás és patológiás szerencsejáték Magyarországon: A South Oaks Szerencsejáték Kérdőív magyar verziójának (SOGS-HU) hazai alkalmazása: [Problem and pathological gambling in Hungary: the Hungarian version of the South Oaks Gambling Screen (SOGS-HU)] PSYCHIATRIA HUNGARICA 26:(4) pp. 230–240. (2011) |
| 76. | Gyollai Á , Urbán R , Kun B , Paksi B , Arnold P , Balázs H , Kökönyei Gy , Oláh A , Demetrovics Zs Problémás és patológiás szerencsejáték Magyarországon: a South Oaks Szerencsejáték Kérdőív magyar verziójának (SOGS-HU) hazai alkalmazása ADDIKTOLÓGIA: ADDICTOLOGIA HUNGARICA 10:(1) pp. 38–39. (2011) Magyar Addiktológiai Társaság VIII. Kongresszusa. Siófok, Magyarország: 2011.11.24 -2011.11.26. (ABSTRACT) |
| 77. | Kapitány-Fövény M , Kertész M , Urbán R , Demetrovics Zs A mefedronhasználat jellemzői, viselkedésbeli és pszichológiai korrelátumai ADDIKTOLÓGIA: ADDICTOLOGIA HUNGARICA 10:(Suppl.) pp. 42–43. (2011) |

| 78. | Kóbor, A. , Takács, Á. , Urbán, R. , Csépe, V. The latent class analysis of subclinical ADHD symptoms in parent and teacher report ADHD – ATTENTION DEFICIT AND HYPERACTIVITY DISORDERS 3:(2) p. 174. (2011) (ABSTRACT) |
| 79. | Koronczai B , Urban R , Kokonyei G , Paksi B , Papp K , Kun B , Arnold P , Kallai J , Demetrovics Z Confirmation of the three-factor model of problematic internet use on off-line adolescent and adult samples. CYBERPSYCHOLOGY BEHAVIOR AND SOCIAL NETWORKING 14:(11) pp. 657–664. (2011)                                   |
| 80. | Koronczai B , Kökönyei Gy , Urbán R , Demetrovics Zs A testi megjelenéssel való elégedetlenség szerepe a problémás internethasználatban ADDIKTOLÓGIA: ADDICTOLOGIA HUNGARICA 10:(Suppl.) pp. 43–44. (2011) Magyar Addiktológiai Társaság VIII. Országos Kongresszus. Siófok, Magyarország: 2011.11.24 -2011.11.26. (ABSTRACT) |
| 81. | Kökönyei Gy , Demetrovics Zs , Urbán R A kognitív érzelemszabályozási stratégiák és a dohányzással kapcsolatos elvárások kapcsolata középiskolások körében ADDIKTOLÓGIA: ADDICTOLOGIA HUNGARICA 10:(Suppl.) pp. 45–46. (2011)                                                                                                 |
| 82. | Kun B , Urbán R , Balázs H , Kapitány M , Nagy H , Oláh A , Demetrovics Zs Az Érzelmek Mérése Skála háromfaktoros modelljének adaptálása [Factor structure of the Hungarian adaptation of Assessing Emotions Scale] MAGYAR PSZICHOLÓGIAI SZEMLE 66:(3) pp. 449–466. (2011)                                                    |
| 83. | Kun B , Urbán R , Farkas J , Mervó B , Csorba J , Demetrovics Zs Érzelmek komplexitása és érzelmi intelligencia szerhasználók körében ADDIKTOLÓGIA: ADDICTOLOGIA HUNGARICA 10:(Suppl.) pp. 49–50. (2011) |
| 84. | Nagygyörgy K , Urbán R , Pápay O , Farkas J , Zilahy D , Mervó B , Reindl A , Kertész A , Harmath E , Demetrovics Zs Az online játékosok tipológiája és a csoportok szocio-demográfiai jellemzői ADDIKTOLÓGIA: ADDICTOLOGIA HUNGARICA 10:(Suppl.) pp. 63–64. (2011) (ABSTRACT)                                                |
| 85. | Nagygyörgy K , Urbán R , Farkas J , Griffiths M D , Pápay O , Demetrovics Zs POGQ – A problémás online játék használat mérésére kialakított kérdőív PSYCHIATRIA HUNGARICA 26:(Suppl.) p. 93. (2011) (ABSTRACT) |
| 86. | Nemeth Z , Kuntsche E , Urban R , Farkas J , Demetrovics Z Why do festival goers drink? Assessment of drinking motives using the DMQ-R SF in a recreational setting. DRUG AND ALCOHOL REVIEW 30:(1) pp. 40–46. (2011) |
| 87. | Nemeth Z , Urban R , Kuntsche E , San Pedro EM , Roales Nieto JG , Farkas J , Futaki L , Kun B , Mervo B , Olah A , Demetrovics Z Drinking Motives among Spanish and Hungarian Young Adults: A Cross-National Study. ALCOHOL AND ALCOHOLISM 46:(3) pp. 261–269. (2011)                                                        |
| 88. | Szabó A , Kun B , Urbán R , Demetrovics Zs Kezdeti eredmények a Wong és Law Érzelmi Intelligencia Skála (WLEIS-HU) hazai alkalmazásával MENTÁLHIGIÉNÉ ÉS PSZICHOSZOMATIKA 12:(1) pp. 1–15. (2011) |
| 89. | Tombor I , Paksi B , Urbán R , Kun B , Arnold P , Rózsa S , Berkes T , Demetrovics Z Epidemiology of smoking in the Hungarian population, based on national representative data CLINICAL AND EXPERIMENTAL MEDICAL JOURNAL 5:(1) pp. 27–37. (2011)                                                                             |
| 90. | Urbán R , Magyaródi T , Rigó A Morningness-eveningness, chronotypes, and health-impairing behaviors in adolescents CHRONOBIOLOGY INTERNATIONAL 28:(3) pp. 238–247. (2011) |

| 91. | Vajer P , Urbán R , Tombor I , Stauder A , Kalabay L Psychometric properties and construct validity of the Brief Wisconsin Inventory of Smoking Dependence Motives in an Internet-based sample of treatment-seeking Hungarian smokers NICOTINE & TOBACCO RESEARCH 13:(4) pp. 273–281. (2011) |

2010
| 92.  | Berkes Tímea , Vajer Péter , Urbán Róbert Cognitive barriers to calling a reactive quitline among smokers motivated to quit. PSYCHOLOGY AND HEALTH 25:(Suppl 1) pp. 157–158. (2010) 24th Conference of European Health Psychology Society. Cluj, Románia: 2010.09.01 -2010.09.04.                            |
| 93.  | Czeglédi E , Urbán R , Csizmadia P A testkép mérése: a Testi Attitűdök Tesztjének (Body Attitude Test) pszichometriai vizsgálata [Measuring body image: Psychometric properties and construct validity of the Hungarian version of Body Attitude Tes] MAGYAR PSZICHOLÓGIAI SZEMLE 65:(3) pp. 431–461. (2010) |
| 94.  | Czeglédi Edit , Urbán Róbert A Háromfaktoros Evési Kérdőív (Three-Factor Eating Questionnaire Revised 21 Item) hazai adaptációja MAGYAR PSZICHOLÓGIAI SZEMLE 65:(3) pp. 463–494. (2010) |
| 95.  | Kun B , Balazs H , Kapitany M , Urban R , Demetrovics Z Confirmation of the three-factor model of the Assessing Emotions Scale (AES): verification of the theoretical starting point. BEHAVIOR RESEARCH METHODS 42:(2) pp. 596–606. (2010)                                                                   |
| 96.  | Tombor I , Paksi B , Urban R , Kun B , Arnold P , Rozsa S , Demetrovics Z A dohanyzas epidemiológiaja a magyar nepesség korében országos reprezentativ adatok alapján [Epidemiology of smoking in Hungary – a representative national study] ORVOSI HETILAP 151:(9) pp. 330–337. (2010)                      |
| 97.  | Tombor I , Urban R , Berkes T , Demetrovics Z Denial of smoking-related risk among pregnant smokers. ACTA OBSTETRICIA ET GYNECOLOGICA SCANDINAVICA 89:(4) pp. 524–530. (2010) |
| 98.  | Tombor I , Paksi B , Urbán R , Kun B , Arnold P , Rózsa S , Demetrovics Zs A dohányzás elterjedtsége a magyar felnőtt lakosság körében NÉPEGÉSZSÉGÜGY 88:(2) pp. 149–154. (2010) XVII. Primer Prevenciós Fórum. Budapest, Magyarország: 2010.05.20                                                           |
| 99.  | Tombor Ildikó , Urbán Róbert A nikotinfüggés motivációs alapú megközelítésének (WISDM-68) elemzése [Towards the integration of the three approaches to nicotine dependence] MAGYAR PSZICHOLÓGIAI SZEMLE 65:(2) pp. 321–341. (2010)                                                                           |
| 100. | Urban R , Demetrovics Z Smoking outcome expectancies: A multiple indicator and multiple cause (MIMIC) model. ADDICTIVE BEHAVIORS 35:(6) pp. 632–635. (2010) |
| 101. | Urbán R Early smoking experience in adolescents ADDICTIVE BEHAVIORS 35:(6) pp. 612–615. (2010) |
| 102. | Urbán R , Sutfin E Do early smoking experiences count in development of smoking?: Temporal stability and predictive validity of early smoking experience in adolescents NICOTINE & TOBACCO RESEARCH 12:(12) pp. 1265–1269. (2010)                                                                            |

| 103. | Urban R Smoking outcome expectancies mediate the association between sensation seeking, peer smoking, and smoking among young adolescents. NICOTINE & TOBACCO RESEARCH 12:(1) pp. 59–68. (2010) |

## Kutatási pályázatokban való részvétele
- 2011-2014: Az addikciós zavarok spektrumszemléletének személyiségpszichológiai megalapozása (OTKA 83884);
- 2009-2013: Grant Number 1 R01 TW007927-01 from the Fogarty International Center , the National Cancer Institute , and the National Institutes on Drug Abuse , within the National Institutes of Health (NIH);
- 2009-2012: A problémás kannabisz használat, valamint a nagyivás kialakulásának és intenzifikálódásának személyiség- és szociálpszichológiai, továbbá motivációs háttere egyetemista és középiskolás populáción TÁMOP 4.2.1./B-09/1/KMR-2010-0003).

## Egészségpszichológiai munka egyéb keretek közt
- Dohányzásról leszokást támogató szakemberképzés tananyagának kidolgozása és tréningek tartása a Magyar Honvédség számára;
- Dohányzásról Leszokást Támogató Központ létrehozása az Oktató Családorvosok Magyarországi Kollégiumával és a SE Családorvosi Tanszékével való együttműködésben;
- Testsúlycsökkentő programok kidolgozása az Oktató Családorvosok Magyarországi Kollégiumával és a SE Családorvosi Tanszékével való együttműködésben.

## Társasági tagság
- 2010. A Magyar Pszichológiai Társaság keretein belül az Egészségpszichológiai szekció megalapítása, a szekció elnöke (második ciklusban): Urbán Róbert
- 2012. Az Egészségpszichológiai szakcsoport megalakítása a Személyiség- és Egészségpszichológiai Tanszéken keresztül;
- 2008-tól European Health Psychology Society, tag
- 2009-től Society for Nicotine and Tobacco Research, tag
- 2010-től American Psychological Association, Division 50 (Addictions), tag
- 2010-től Society for Prevention Research, tag

## További szakmai kapcsolatok
- MD Anderson Cancer Center – Alex Prokhorov
- Davidson College – Kristie L. Foley
- Wake Forest University – North Carolina – Erin L. Sutfin, Mark Wolfson

## Szerkesztőbizottsági tagság szakmai folyóiratoknál
- Journal of Behavioral Addiction
- Psychology and Health
- Alkalmazott pszichológia

## Alkalmi lektori tevékenység szakmai folyóiratoknál
- Prevention Science
- Nicitine and tobacco Research
- Scandinavian Journal of Psychology
- Magyar Pszichológiai Szemle
- Addictive Behaviors
- Chronobiology International

## Szakmai képzések
- Dohányzásról Leszokást Támogató Szakember képzés – University of Mississippi
- Kétéves epidemiológiai képzés – Debreceni Egyetem, Népegészségügyi Kar
- 2008-2010. Egészségfejlesztő szakpszichológus képzés
- 2011-től Klinikai szakpszichológus képzés
- 2011-től Pszichoterapeuta szakvizsgára felkészítő tanfolyam

## Nyelvvizsgái
- Francia nyelv: középfokú, C típusú állami nyelvvizsga (1991)
- Angol nyelv: középfokú, C típusú állami nyelvvizsga (1997)

## Díjak, ösztöndíjak
- MTA Bolyai János Kutatási Ösztöndíj (2001-2004)